# Krasnosjorskoje
Krasnosjorskoje (russisch Краснозёрское) ist eine Siedlung städtischen Typs in der Oblast Nowosibirsk (Russland) mit 9524 Einwohnern (Stand 14. Oktober 2010).

## Geographie
Die Siedlung liegt im Südteil der Barabasteppe, etwa 270 km Luftlinie südwestlich der Regionshauptstadt Nowosibirsk am rechten Ufer des Flusses Karassuk.
Krasnosjorskoje ist Verwaltungszentrum des gleichnamigen Rajons Krasnosjorskoje.

## Geschichte
Der Ort entstand unter dem Namen Karassuk, benannt nach dem Fluss, im Jahre 1773 (nach anderen Angaben bereits 1763) und gehörte in Folge zum Gouvernement Tomsk.
1917 kam das Dorf zum Ujesd Slawgorod des neu gegründeten Gouvernements Altai, 1925 wurde es nach einer Verwaltungsreform Zentrum eines Rajons der ab 1937 zur Region Altai gehörte.
Am 7. Juli 1933 erhielten Ort und Rajon den Namen Krasnoosjorskoje, um Verwechslungen mit dem 80 km südwestlich gelegenen Ort (heute Stadt) Karassuk auszuschließen. Der Name wurde vom russischen Krasnoje osero für Roter See abgeleitet – die vielen kleinen Seen des Gebietes wurden durch eine Vielzahl von Bachflohkrebsen (russisch mormysch) gelegentlich rötlich gefärbt. Um 1937–1938 wurde die heutige Schreibweise – ohne zwei aufeinander folgende o – offiziell, da die lokale Bevölkerung den zweiten Teil des Ortsnamens mit dem Wort serno, Getreide in Verbindung brachte. Am 13. Juli 1944 wurde Rajon (zusammen mit zwei weiteren) und Ort Krasnosjorskoje an die Oblast Nowosibirsk abgegeben.
1977 erhielt Krasnosjorskoje den Status einer Siedlung städtischen Typs.

### Bevölkerungsentwicklung
| Jahr | Einwohner |
| ---- | --------- |
| 1939 | 3.988     |
| 1959 | 4.963     |
| 1970 | 5.605     |
| 1979 | 8.010     |
| 1989 | 9.954     |
| 2002 | 10.473    |
| 2010 | 9.524     |

Anmerkung: Volkszählungsdaten

## Kultur und Sehenswürdigkeiten
Seit 1975 gibt es in Krasnosjorskoje ein Kunst- und Heimatmuseum.

## Wirtschaft und Infrastruktur
In Krasnosjorskoje als Zentrum eines Landwirtschaftsgebietes (vorwiegend Weizenanbau und Rinderzucht) gibt es vorwiegend Betriebe der Lebensmittelindustrie (Großmolkerei, „Fleischkombinat“, Brauerei).
Die Eisenbahnstation Krasnosjorskoje liegt gut 30 km südlich des Ortes bei der Siedlung Polowinnoje an der Strecke Omsk – Karassuk – Srednesibirskaja (auch Mittelsibirische Eisenbahn genannt; Streckenkilometer 456). Durch den Ort führt die Regionalstraße R 382, die Ordynskoje an der R 380 Nowosibirsk – Kamen am Ob – Barnaul mit Karassuk und der Grenze zu Kasachstan verbindet, wo sie weiter in Richtung Pawlodar führt.